# 圆明和尚
圆明和尚（？—1321年），姓白，名唐兀台，元朝中期陕西民变首领。圆明和尚在终南山景谷小高山出家。圆明和尚于1321年六月，在周至县纠集苏子荣等五十余人，即位称皇帝，约定于七月初五攻奉元路（长安，今西安）。六月廿九被人告发，七月初一，圆明等人在秦岭西被捕，八月初九，被达鲁花赤伯颜杀害。